# António Damásio
António Rosa Damásio GOSE (Lisboa, 25 de fevereiro de 1944) é um médico neurologista, neurocientista português que trabalha no estudo do cérebro e das emoções humanas. É professor de neurociência na Universidade do Sul da Califórnia. Além de ter escrito o grande livro "O Erro de Descartes" que mudou a ideia das pessoas verem a junção "da razão e emoção" na qual por seus estudos ele "aposta" que o sistema límbico (parte do cérebro que controla as emoções e ações básicas) e o neocórtex (parte da razão) estão relacionadas pois trabalham sempre em conjunto. A sua frase mais icónica do livro é: "[...] toda e qualquer expressão racional está baseada em emoções".

## Carreira
Licenciou-se em Medicina na Faculdade de Medicina da Universidade de Lisboa, onde veio também a doutorar-se. Após uma estadia no Centro de Investigação da Afasia de Boston (Estados Unidos), regressou ao Departamento de Neurologia do Hospital de Santa Maria.
A 9 de junho de 1995 foi feito Grande-Oficial da Ordem Militar de Sant'Iago da Espada juntamente com sua mulher Hanna Damásio. Entre os anos de 1996-2005 Damásio trabalhou no hospital da Universidade de Iowa.
Publicou o seu primeiro livro: O Erro de Descartes, Emoção, Razão e o Cérebro Humano assim como O Sentimento de Si (2001), eleito um dos dez livros do ano pelo The New York Times. Também escreveu "Ao encontro de Espinosa". Recebeu, entre muitos outros prémios, o Prémio Pessoa e o Prémio Príncipe das Astúrias de Investigação Científica e Técnica em junho de 2005. Em 2010 editou o seu mais recente livro "O Livro da Consciência"
Estudioso de neurobiologia do comportamento humano e investigador das áreas cerebrais responsáveis pela tomada de decisões e conduta. Observou o comportamento em centenas de doentes com lesões no córtex pré-frontal, permitindo concluir que, embora a capacidade intelectual se mantivesse intacta, esses doentes apresentavam mudanças constantes do comportamento social e incapacidade de estabelecer e respeitar regras sociais.
Os seus estudos debruçam-se sobre a área designada por ciência cognitiva, e têm sido decisivos para o conhecimento das bases cerebrais da linguagem e da memória.
Tem uma escola secundária com o seu nome em Lisboa.
Tomou posse como membro do Conselho de Estado, por designação do Presidente Marcelo Rebelo de Sousa, a 24 de abril de 2017, em substituição de António Guterres, entretanto eleito Secretário-Geral da ONU. Enquanto membro do Conselho de Estado, esteve sempre em situação de incumprimento, por nunca ter apresentado a declaração de rendimentos e património junto do Tribunal Constitucional, alegando que possuía dupla nacionalidade e rendimentos auferidos apenas no estrangeiro, pelo que não estaria sujeito a essa obrigação declarativa. O Tribunal Constitucional não concedeu provimento a este entendimento e deliberou que António Damásio era obrigado a apresentar a declaração de rendimentos e património. Consequentemente, em fevereiro de 2024, António Damásio renunciou ao cargo de membro do Conselho de Estado, alegando razões pessoais, e foi substituído por Joana Carneiro. Contudo, permanece a obrigação de apresentar a declaração de rendimentos e património, que é obrigatória aquando da cessação de funções em cargo político, não constituindo a renúncia ao cargo fundamento para a dispensa da obrigação de apresentar a declaração de rendimentos e património.

## Damásio em “O Erro de Descartes”
Essa obra, publicada primeiramente em 1994 e em nova edição nos anos de 2007 e 2012, é considerada um dos maiores trabalhos de Antônio Damásio. Nela, o pesquisador trata essencialmente do tema razão e emoção, sendo seu título, portanto, uma sátira à teoria cartesiana de que conhecimento e hipóteses seguras na filosofia seriam integralmente apenas baseados na razão, devendo-se excluir desse processo: emoções, história pessoal, sentimentos, sensações entre outras percepções de cunho subjetivo.
O autor inicialmente faz um vasto resumo da história das emoções na neurologia por meio da descrição e investigação do caso Gage, evento em que um norte americano chamado Phineas Gage, teve seu lobo frontal transfixado por uma barra de ferro ao longo da segunda metade do século XX e, após esse incidente, sobreviveu apenas com a perda da visão da parte atingida pelo ferro. Ao longo da descrição desse caso, Damásio exemplifica e esclarece o funcionamento do sistema nervoso e suas estruturas macro e micro.
Apresentando, então, suas hipóteses sobre a íntima relação entre razão e emoção, Damásio ilustra emblemáticos casos de patologias em sua carreira médica, os quais fornecem subsídios ao como emoção e razão ou cognição são inseparáveis. Paralelamente, o autor pontua o como os processos emocionais: são o que tornam a humanidade verdadeiramente humana; proporcionaram todo o vasto repertório epistemológico atual; e sempre acompanharam a espécie.

## Prémios e distinções
- Prémio Honda (2010), atribuído pela Fundação Honda, no valor de oitenta mil euros, aproximadamente;
- Prémio Richard Wollheim, Londres, 2005;
- Prémio Príncipe das Astúrias de Investigação Científica e Técnica, 2004;
- Prémio Signoret para as Neurociências Cognitivas (em conjunto com Hanna Damásio), 2003;[6]
- Doutoramento Honoris causa pela Universidade de Aveiro (2003);[7]
- Prémio Nonino; 2002, nomeado "Pesquisador altamente citado" em Neurociência pelo Instituto para a Informação Científica, 2000;
- Prémio Reenpää, Finlândia, 1997;
- Prémio Neuroplasticidade, Fundação Ipsen, 1995;
- Prémio Golden Brain (Berkeley), 1995;
- Grande-Oficial da Ordem Militar de Sant'Iago da Espada de Portugal, 9 de Junho de 1995;[1]
- Prémio Pessoa (em conjunto com Hanna Damasio);[8]
- Prémio Grawemeyer 2014 na área da Psicologia.[9]
- Medalha Freud 2017  na área da neurobiologia da mente.[10]
- Prémio Vida e Obra de Autor Nacional - Sociedade Portuguesa de Autores 2018